# Mammillaria longiflora
Mammillaria longiflora är en kaktusväxtart som först beskrevs av Nathaniel Lord Britton och Joseph Nelson Rose, och fick sitt nu gällande namn av Alwin Berger. Mammillaria longiflora ingår i släktet Mammillaria och familjen kaktusväxter.

## Underarter
Arten delas in i följande underarter:
- M. l. longiflora
- M. l. tepexicensis

## Bildgalleri

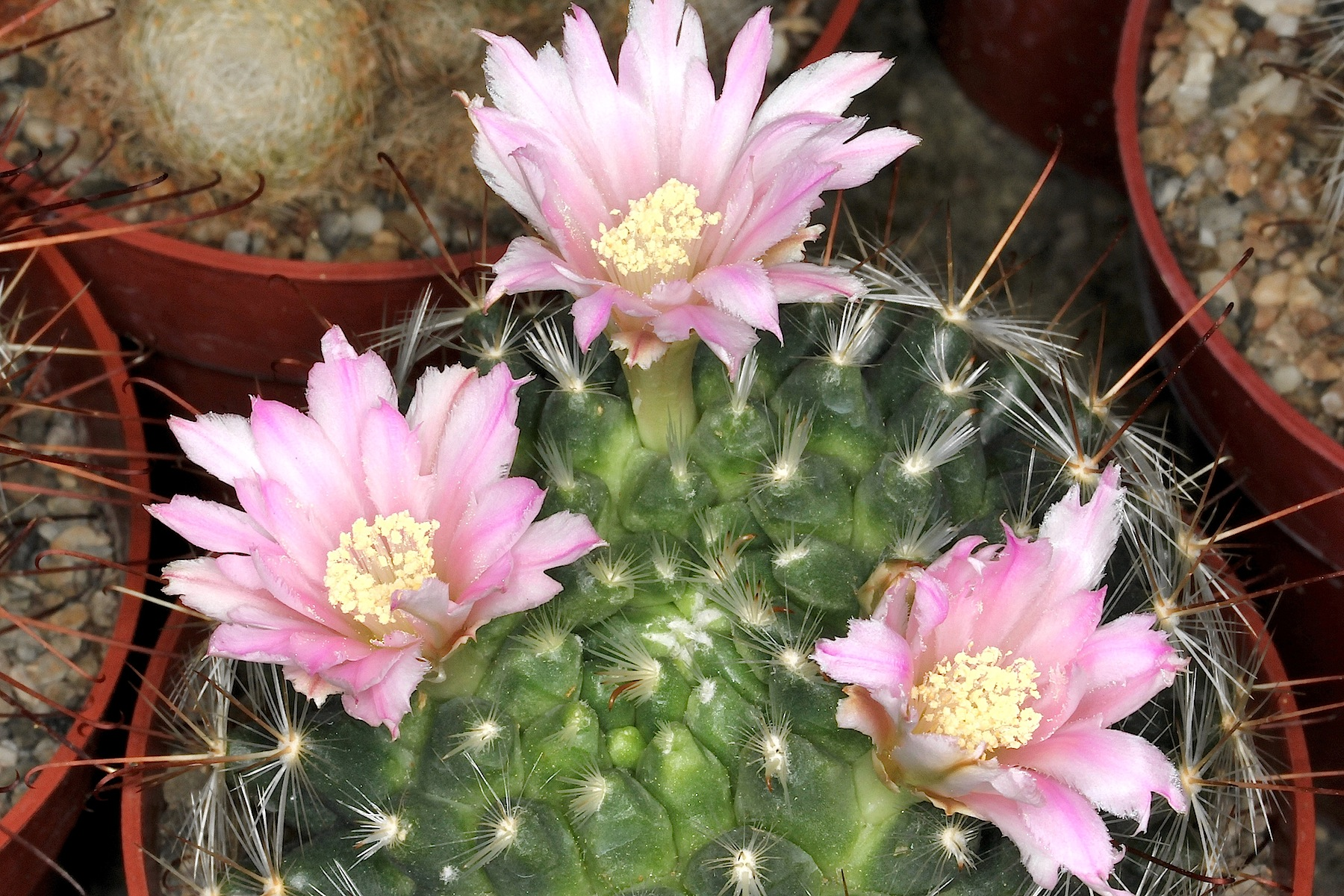
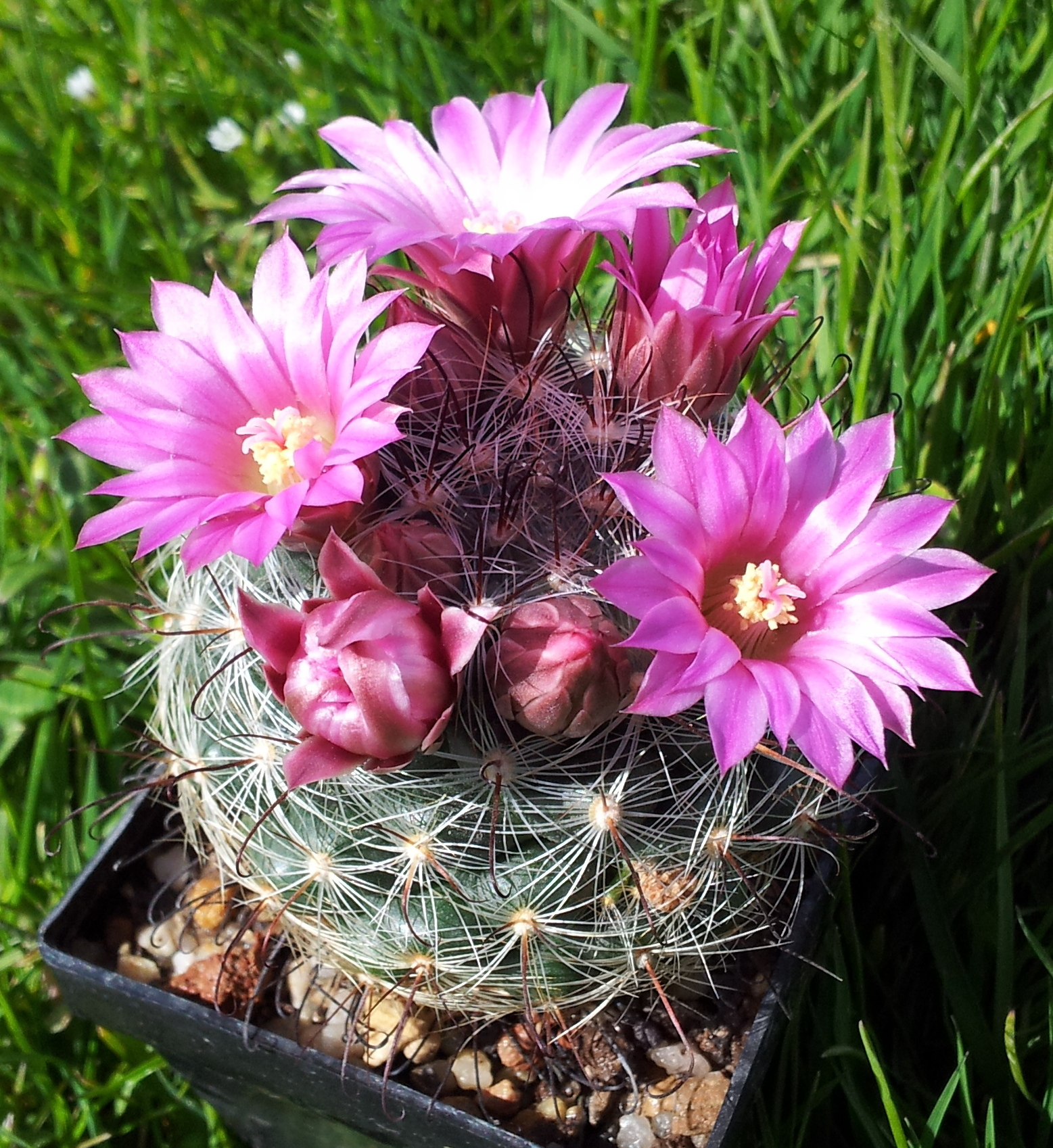